# Pseudonapomyza azizi
Pseudonapomyza azizi este o specie de muște din genul Pseudonapomyza, familia Agromyzidae, descrisă de Singh și Ipe în anul 1973. Conform Catalogue of Life specia Pseudonapomyza azizi nu are subspecii cunoscute.